# Odilon Barrot
Pour les articles homonymes, voir Barrot.
Hyacinthe Camille Odilon Barrot, né le 19 juillet 1791 à Villefort (Lozère) et mort le 6 août 1873 à Bougival (Yvelines), est un homme d'État français, président du Conseil en 1848-1849 sous la présidence de Louis Napoléon Bonaparte.
On lui attribue la célèbre phrase pour définir la déconcentration : « C'est le même marteau qui frappe mais on en a raccourci le manche », à la suite du décret du 25 mars 1852 sur la décentralisation administrative.

## Biographie

### Jeunesse
Odilon Barrot est le fils de Jean-André Barrot, homme de loi et député de la Lozère à la Convention nationale qui n'a pas voté en faveur de la mort de Louis XVI. Il est le frère de Ferdinand Barrot et d'Adolphe Barrot. 
Il effectue ses études secondaires au Prytanée militaire alors installé à Saint-Cyr, puis au Lycée Napoléon (actuel lycée Henri-IV) à Paris.
Il fait des études supérieures de droit.

### Débuts professionnels (1811-1815)
Il est reçu avocat et admis au barreau en 1811. Il travaille dans le cabinet d'un ami de son père, l'ancien conventionnel Jean Mailhe, avocat au Conseil d'État et à la Cour de cassation. Lorsque celui-ci est proscrit comme régicide en 1814, il obtient les dispenses nécessaires et lui succède dans cet office. Selon Loménie, « un goût dominant pour les régions arides du droit strict à un âge où l'on aime de préférence les débats passionnés et les émotions de cour d'assises révélait déjà cette aptitude de théoricien qui distingua particulièrement M. Odilon Barrot. »
Sous les Cent-Jours, il élève contre le rétablissement de l'Empire une protestation qui est son premier acte politique. « Au mois de mars 1815, a-t-il raconté, lorsque le gouvernement fit appel à la Garde nationale de Paris, j'écrivis au capitaine de la compagnie de grenadiers du 4e bataillon de la 11e légion, pour me mettre, avec quelques amis, à sa disposition. Je montais la garde dans les appartements du roi, dans la nuit de son départ. Sa Majesté vit nos larmes et contint l'élan de notre enthousiasme. Je suis certain que cette scène touchante ne s'est pas effacée de sa mémoire ; elle est à jamais gravée dans la mienne. »

### La Seconde Restauration
Mais la Seconde Restauration, et particulièrement la Terreur blanche, ne tarde pas à susciter son désenchantement. Il rallie les rangs de l’opposition et devient bientôt l’un des membres influents du parti libéral. Il se lie avec ses principales figures comme Benjamin Constant, La Fayette, le général Foy et plusieurs des plus célèbres orateurs de l’époque et épouse d'ailleurs la fille de l'un d'entre eux, Guillaume-Xavier Labbey de Pompières.
Des protestants d'une petite ville du midi ayant refusé de tapisser la façade de leurs maisons pour les processions de la Fête-Dieu, avaient été condamnés à une amende par le juge de paix. Odilon Barrot les défend en 1818 devant la Cour de cassation et, dans un plaidoyer qui fit sensation, lance : « La loi doit être athée ». 
Durant la même période, il défend également Wilfrid Regnault, impliqué par des rancunes politiques dans une affaire d'assassinat, et plaide dans le procès du lieutenant-colonel Caron. Ce dernier, condamné à mort, sera finalement gracié par le roi Louis XVIII (à la suite d'une campagne de presse menée par le député Benjamin Constant) et sa peine commuée en une détention de vingt ans
En 1820, s'étant opposé à une loi selon laquelle toute personne pouvait être arrêtée et détenue sur un simple mandat signé par trois ministres, il est traduit devant une cour de justice, mais acquitté.
Odilon Barrot est également franc-maçon depuis 1827, membre de la loge de Paris « Les Trinosophes », fondée par Jean-Marie Ragon de Bettignies. Il a participé à la création de l'éphémère loge « Les Trois Jours » à Paris.
Bien que très lié à La Fayette et d'autres, il ne prend aucune part à leurs projets pour renverser le gouvernement, mais, en 1827, il rejoint l'association connue sous le nom de « Aide toi, le ciel t'aidera », où il retrouve Audry de Puyraveau, Béranger, Barthe, Duchâtel, Blanqui, Carrel et Guizot. Il en devient le président et s'efforce de la maintenir dans les voies d'une opposition pacifique et parlementaire. Il préside le banquet (le fameux banquet des Vendanges de Bourgogne) donné par la société aux 221 députés qui ont signé l'adresse parlementaire de mars 1830 à Charles X, lui exprimant leur défiance envers le ministère choisi par leur souverain.

### La Monarchie de Juillet

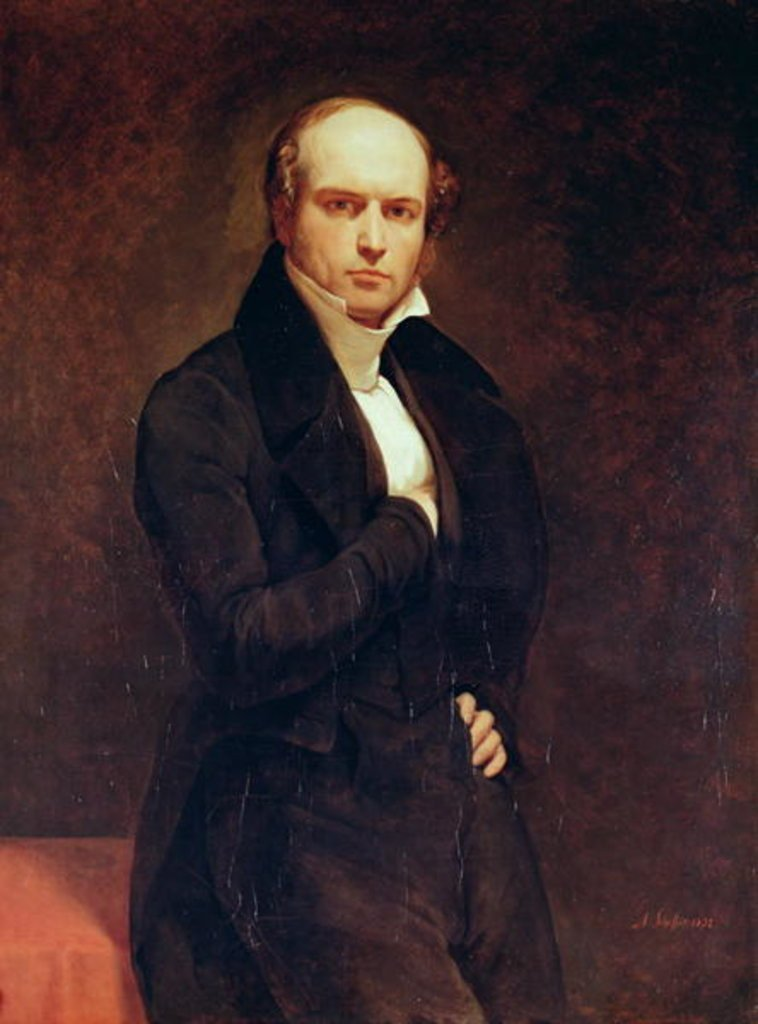
Portrait d'Odilon Barrot, huile sur toile d'Ary Scheffer.

Après les ordonnances du 26 juillet 1830, il rejoint la Garde nationale alors réinstaurée par les révolutionnaires, et prend une part active à la révolution de 1830. Élu par ses pairs comme premier secrétaire de la commission municipale, qui s'est installée à l'hôtel de ville et s'est constituée arbitrairement en un gouvernement provisoire, il reçoit l'ordre de transmettre à la Chambre des députés une protestation précisant les exigences que les Libéraux veulent imposer au nouveau roi avant de l'accepter. Il soutient l'idée d'une monarchie constitutionnelle en faveur du duc d'Orléans, contre les Républicains, dissuadant La Fayette de proclamer la République dont la présidence lui était offerte par un groupe de jeunes démocrates emmenés par Pierre Leroux.
Avec le maréchal Maison et Auguste de Schonen, il est l'un des trois commissaires choisis par Louis-Philippe pour accompagner Charles X, hors de France. Il est d'abord très mal accueilli par le roi déchu mais finit par réussir assez complètement dans sa mission pour que celui-ci, dans un certificat, reconnaisse les « attentions » et les « respects » qu'il avait eus pour lui et pour la famille royale.
À son retour il est nommé préfet de la Seine. Ses concessions à la population parisienne et sa complaisance envers ceux qui demandent la mise en accusation des ministres de Charles X lui valent d'être comparé à Pétion, ce qui n'était pas un éloge, et de fréquents conflits s'élèvent entre lui et les ministres doctrinaires, Guizot et Montalivet. Il est révoqué en février 1831.
Le 28 octobre 1830, il est élu député de l'Eure par le collège de département, et réélu le 5 juillet 1831 simultanément dans le 2e collège de l'Eure (Verneuil), le 2e collège de l'Aisne (Chauny) et le 2e collège du Bas-Rhin (Strasbourg) puis, successivement, en 1834, 1837, 1839, 1842 et 1846. Le gouvernement de Louis-Philippe était loin de satisfaire ses désirs de réforme et il ne cesse de réclamer qu'on « élargît les bases de la monarchie », en même temps qu'il proteste de sa loyauté envers la dynastie car il défend l'idée d'une royauté entourée d'institutions républicaines, et est devenu le chef de l'opposition dynastique (monarchistes constitutionnels de gauche : parti du mouvement).
Il combat vivement le ministère Perier, est chargé du rapport sur le rétablissement du divorce, rédige avec Cormenin, au nom des gauches, le célèbre Compte-rendu dont l'insurrection démocratique des 5 et 6 juin 1832 est la conséquence directe et, après la défaite des républicains, s'élève, quoique monarchiste, contre les représailles et les mesures d'exception. Le jour qui suit la manifestation de juin 1832 à l'occasion des funérailles du général Lamarque, il se fait indirectement le porte-parole des démocrates dans une entrevue avec Louis Philippe, qu'il rapporte longuement dans ses Mémoires (Voir l'article Insurrection républicaine à Paris en juin 1832). Par la suite, dans ses plaidoiries devant la Cour de cassation en faveur d'un des émeutiers, il demande et obtient l'annulation du jugement prononcé par le conseil de guerre, devant qui le gouvernement a fait déférer les inculpés en se fondant sur une ordonnance qui avait mis Paris en état de siège.
Il défend le droit d'association (avril 1834), demande l'amnistie pour les insurgés de Lyon et combat vainement les lois de septembre (1834-1835), joignant constamment à ses revendications en faveur de la liberté l'assurance de son dévouement à la monarchie constitutionnelle.
En décembre 1834, il fait partie des vingt-sept fondateurs de la Société française pour l'abolition de l'esclavage dont il devient le vice-président.
Il est aussi l'un des principaux actionnaires du journal d'opposition Le Siècle, lancé le 1er juillet 1836 par Armand Dutacq, le plus gros tirage de la presse de l'époque.
« Nonobstant toutes ses colères à la Chambre, écrit Eugène de Mirecourt, il entretenait au fond de son cœur, pour le roi citoyen, une sympathie pleine de tendresse. De son côté, Louis-Philippe ne gardait pas rancune au chef de la gauche. Il ne se trompait point au mobile qui le faisait agir. »
Son opposition, comme celle des députés qui suivent ses inspirations, ne désarme que durant les deux ministères Thiers en 1836 et 1840. Il fait alors partie de la majorité. En revanche, il lutte avec force contre le ministère Molé, qu'il réussit à renverser au bout de deux ans en formant une coalition restée célèbre (1839). Il combat également le troisième ministère Soult et Guizot, qui en est l'homme fort, s'efforçant de rapprocher l'opposition dynastique, le centre gauche et le Tiers Parti et appuyant de sa parole et de ses votes toutes les propositions faites contre le ministère. Il vote contre l'indemnité Pritchard et est l'auteur d'un très grand nombre de propositions et d'amendements contre la corruption politique, contre l'envahissement de la Chambre par les députés fonctionnaires, etc.
La mort en 1842 du duc d'Orléans, qui affichait des convictions libérales, est un rude coup pour le parti d'Odilon Barrot, qui cherche dès lors à remplacer la régence de la duchesse d'Orléans par celle du duc de Nemours[Information douteuse] au cas où le comte de Paris viendrait à succéder à son grand-père.
En 1846, Barrot fait un voyage au Proche-Orient, mais revient à temps pour prendre part aux préliminaires d'une nouvelle révolution. Partisan de la réforme électorale, il est en 1847 l'un des organisateurs de la célèbre « campagne des banquets » pour la réforme électorale, qui contribue à provoquer la révolution de 1848. Il assiste à seize de ces réunions et, quand le gouvernement voulut y mettre un terme, dépose au nom de la gauche une résolution de mise en accusation du ministère.
Il est ainsi (malgré lui) l'un des artisans de la chute de la royauté, car il n'a pas prévu la force du torrent à laquelle son éloquence a préparé la voie et il se cramponne toujours au programme de 1830. Le 24 février, appelé trop tardivement à former un ministère, il semble alors soutenir la régence de la duchesse d'Orléans devant la chambre ; il tente vainement, en se montrant à cheval sur les boulevards, de calmer l'effervescence générale et l'envolée républicaine. Malgré les sollicitations de Adolphe Crémieux, il refuse d'entrer dans le nouveau Gouvernement provisoire.

### La Deuxième République

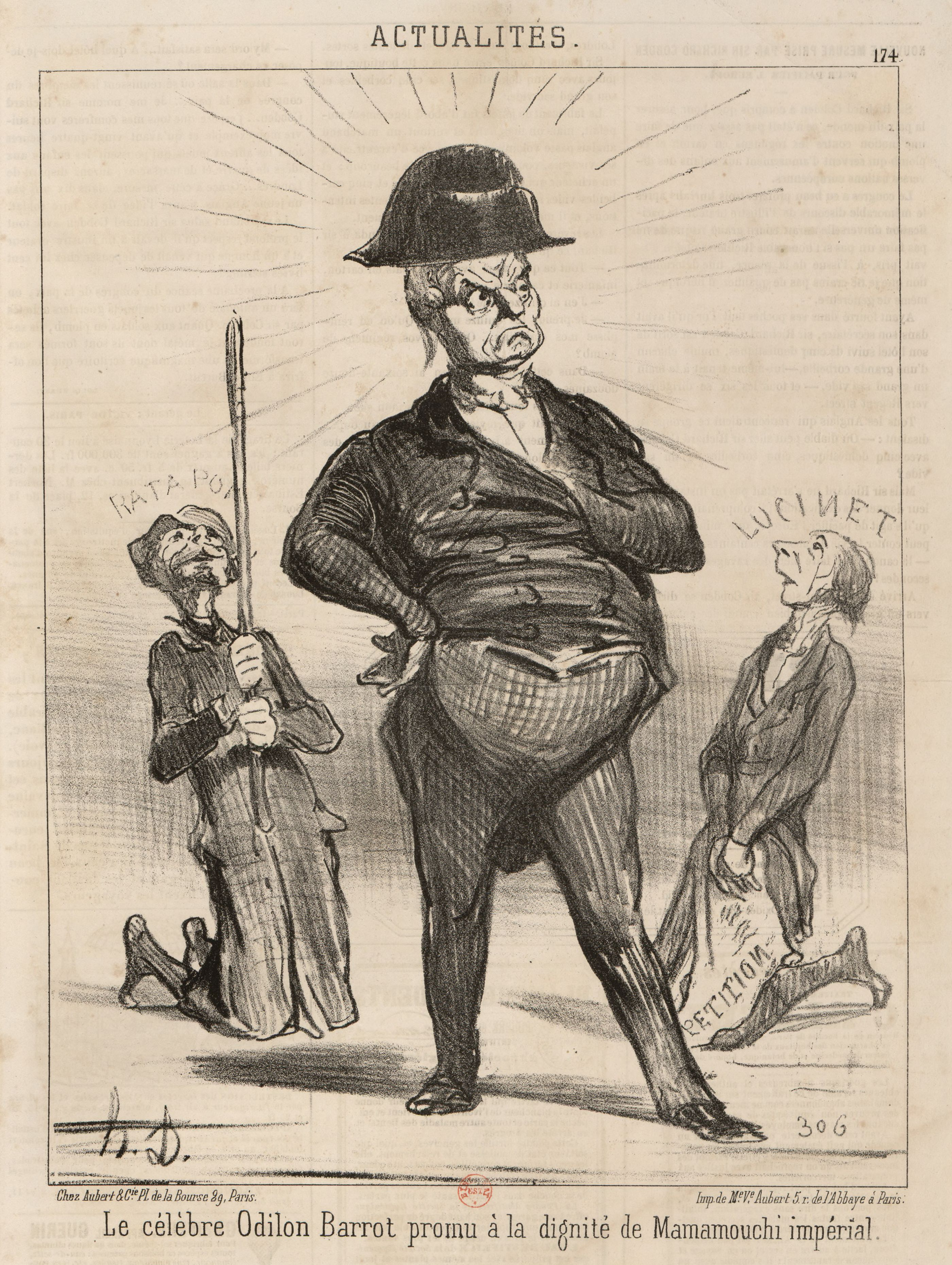
Odilon Barrot vu par Honoré Daumier.

Le mouvement révolutionnaire étant allé jusqu’à la proclamation de la République, que Barrot n'avait pas souhaitée, il tente de l'entourer d'institutions conservatrices. Président du conseil général de l'Aisne et élu par ce département à l'Assemblée constituante le 23 avril 1848 (4e sur 14 par 107 005 voix sur 130 363 votants et 154 878 inscrits), il prit cette fois place à droite.
Il est désigné par la majorité pour présider la commission d'enquête sur les évènements du 15 mai et sur les journées de juin. Il prend une part active aux débats constitutionnels et essaie de faire prévaloir le bicamérisme (27 septembre 1848). Il vote pour le maintien de l'état de siège, contre l'abolition de la peine de mort, contre l'incompatibilité des fonctions, contre l'amendement Grévy, contre le droit au travail, pour la proposition Rateau, pour l'expédition de Rome, contre la suppression de l'impôt du sel et de celui des boissons.
Louis Napoléon Bonaparte qui vient de prendre ses fonctions de président de la République, le nomme chef du gouvernement et ministre de la Justice le 20 décembre 1848. Il reçoit la mission de préparer d'importantes restrictions au droit de réunion, à la liberté de la presse et de défendre à la tribune, contre la Montagne et son orateur, Ledru-Rollin, les crédits réclamés pour l'expédition de Rome. C'est également sur son initiative qu'est votée l'interdiction des clubs (21 mars 1849). Après les élections législatives de mai 1849, il forme un second gouvernement. Ses convictions libérales, alors que le prince-président s'oriente déjà vers un pouvoir autoritaire, lui valent d'être renvoyé le 30 octobre 1849.
En mai 1849, il est élu à l'assemblée législative par le département de l'Aisne (68 782 voix sur 112 795 votants et 160 698 inscrits) et par celui de la Seine (112 675 voix sur 281 140 votants et 378 043 inscrits). Il y appuie notamment la loi Falloux sur l'enseignement libre et la loi du 31 mai contre le suffrage universel. Il a exprimé la théorie fonctionnaliste de l'inviolabilité, par les députés, à la session de l'Assemblée nationale du 29 juin 1849.

### Le Second Empire

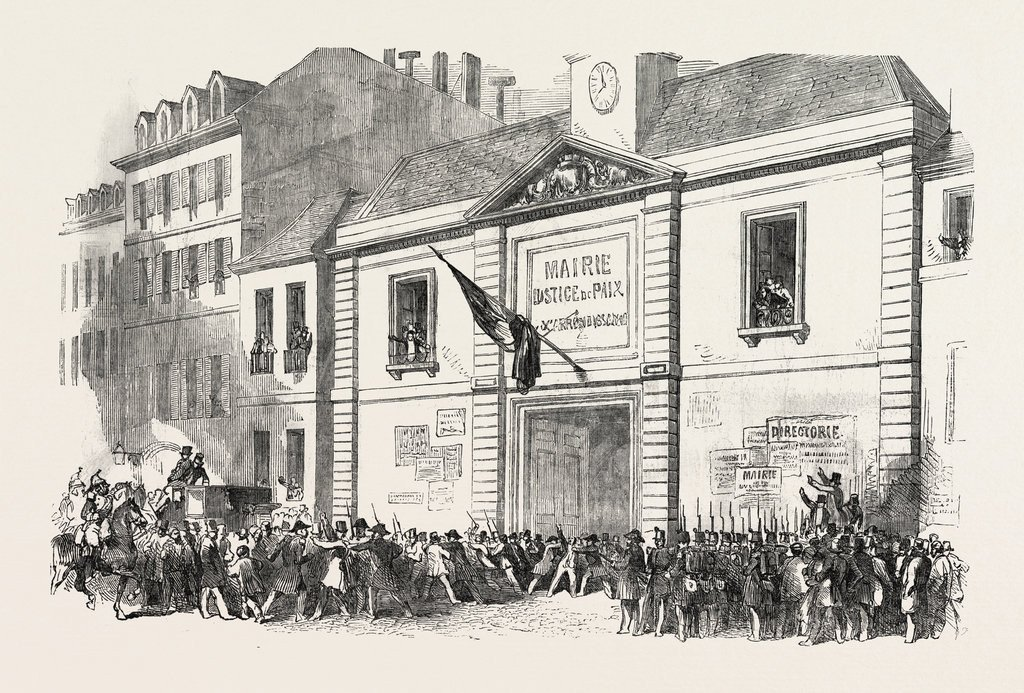
Pierre-Antoine Berryer à la fenêtre de la mairie du 10e arrondissement de Paris lors du coup d'État du 2 décembre 1851.

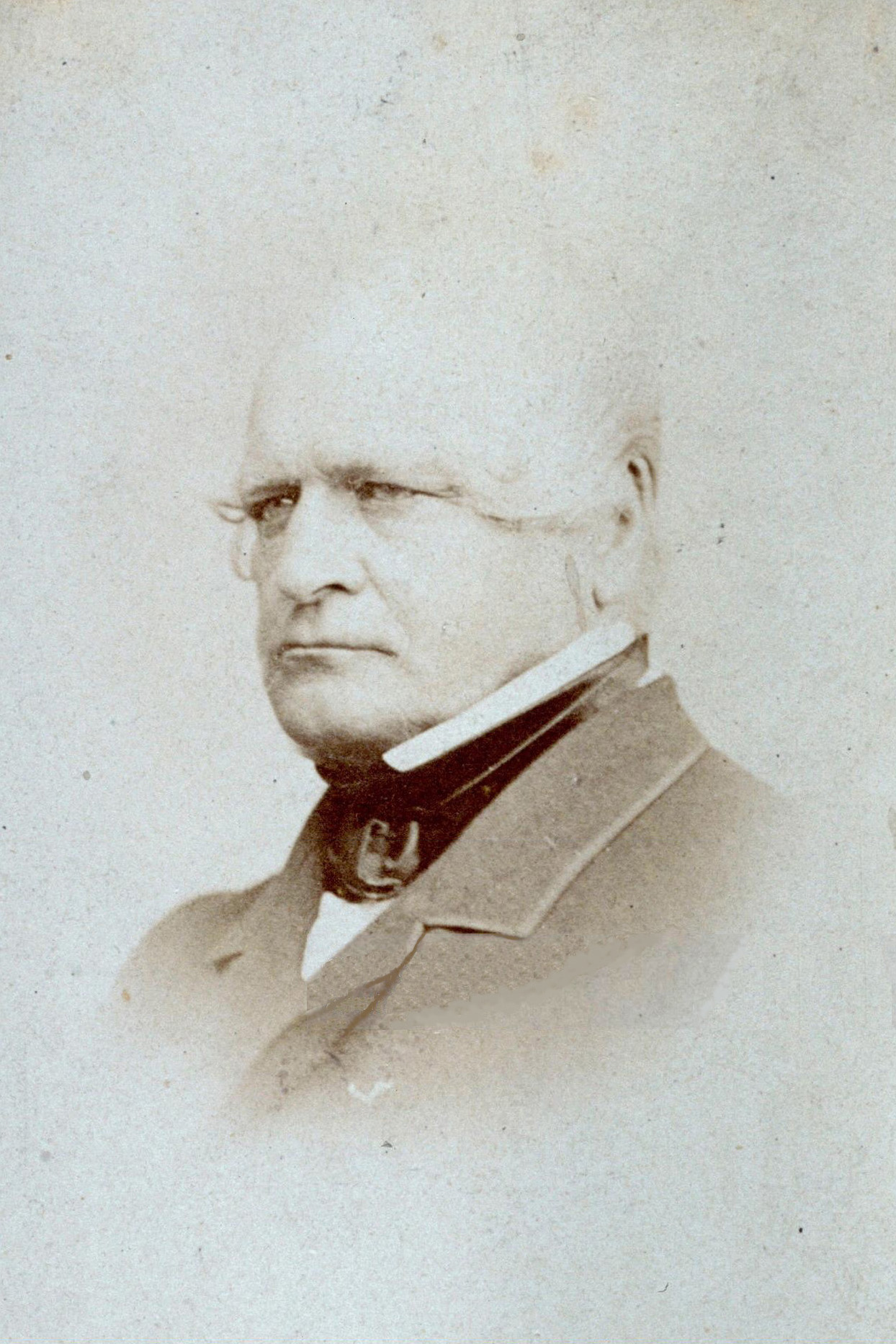
Odilon Barrot.

Lors du coup d'État de 1851, il fait partie des deux cent vingt députés qui, chassés manu militari du Palais Bourbon, se réunissent à la mairie du Xe arrondissement pour tenter d’inculper le Prince-Président de haute trahison. Mais Louis Napoléon Bonaparte n'est pas Charles X, ni Louis-Philippe : plutôt que de jouer la carte de la tolérance, ou celle de la fuite, il préfère jouer la carte de la fermeté en envoyant promptement la police pour arrêter les députés en pleine réunion. Barrot est alors brièvement incarcéré à la prison Mazas. Dès lors, n'étant plus une personnalité politique de premier plan sous l'Empire, il est contraint de se retirer temporairement de la vie politique. Ses tentatives pour être élu au Corps législatif vont toutes se révéler infructueuses.
Il est élu comme membre libre à l'Académie des sciences morales et politiques (1855) et se consacre à des études de législation. Avec la libéralisation de l'Empire incarnée par Émile Ollivier, il accepte, après une entrevue au Palais des Tuileries avec Napoléon III, la présidence d'un comité extra-parlementaire chargé d'étudier les projets de décentralisation (1869). Il devient membre titulaire de l'Académie des sciences morales et politiques en 1870.

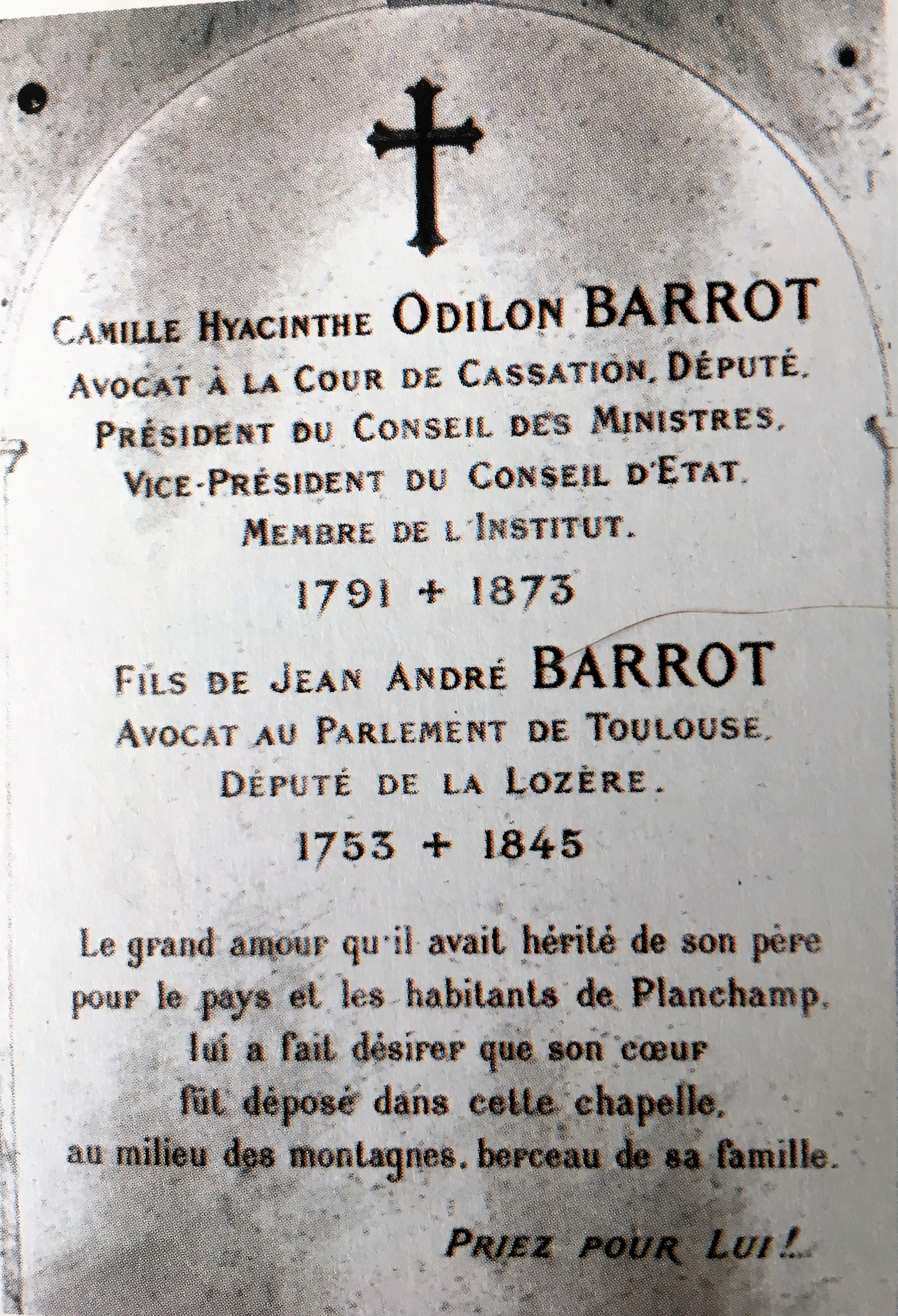

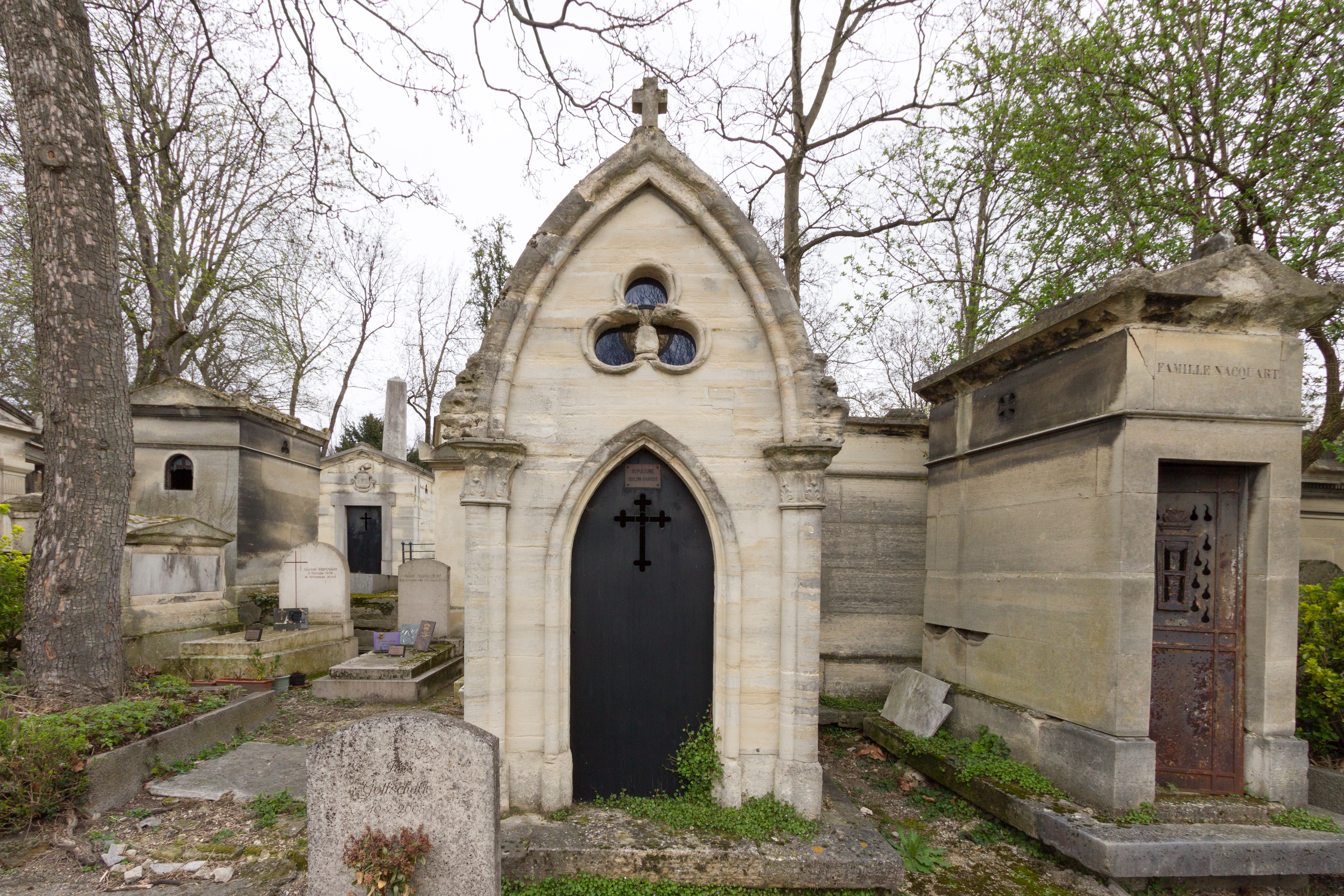
Tombe au cimetière du Père-Lachaise.

Après la chute du Second Empire, l'Assemblée nationale le nomme membre du Conseil d'État réorganisé et Thiers, chef du pouvoir exécutif de la République française, qu'il a soutenu sous Louis-Philippe, lui en confie la présidence (27 juillet 1872) avec le titre de vice-président qu'il est le premier à porter. Mais ses forces déclinent et il a à peine occupé son nouveau poste pendant un an quand il meurt à Bougival. Il est inhumé au cimetière du Père-Lachaise (36e division). L'épitaphe de sa stèle :
« Le grand amour qu'il avait hérité de son père pour le pays et les habitants de Planchamp (Pied de borne, Lozère), lui a fait désirer que son cœur fût déposé dans cette chapelle [chapelle de la Madeleine à Planchamp], au milieu des montagnes, berceau de sa famille. Priez pour lui. »
Il séjournait souvent au chateau du Scipionnet à Chambonas (Ardèche)  , non loin de son village natal.

## Œuvres
Parallèlement à son activité politique, Odilon Barrot se consacre à la rédaction d'études juridiques ou administratives où il affirme son hostilité à la centralisation, défend la primauté de la justice morale sur la justice sociale et se montre soucieux d'associer les citoyens à l'exercice de la justice par la généralisation du jury. Il est également l'auteur d'intéressants Mémoires publiés après sa mort par son ami Prosper Duvergier de Hauranne.

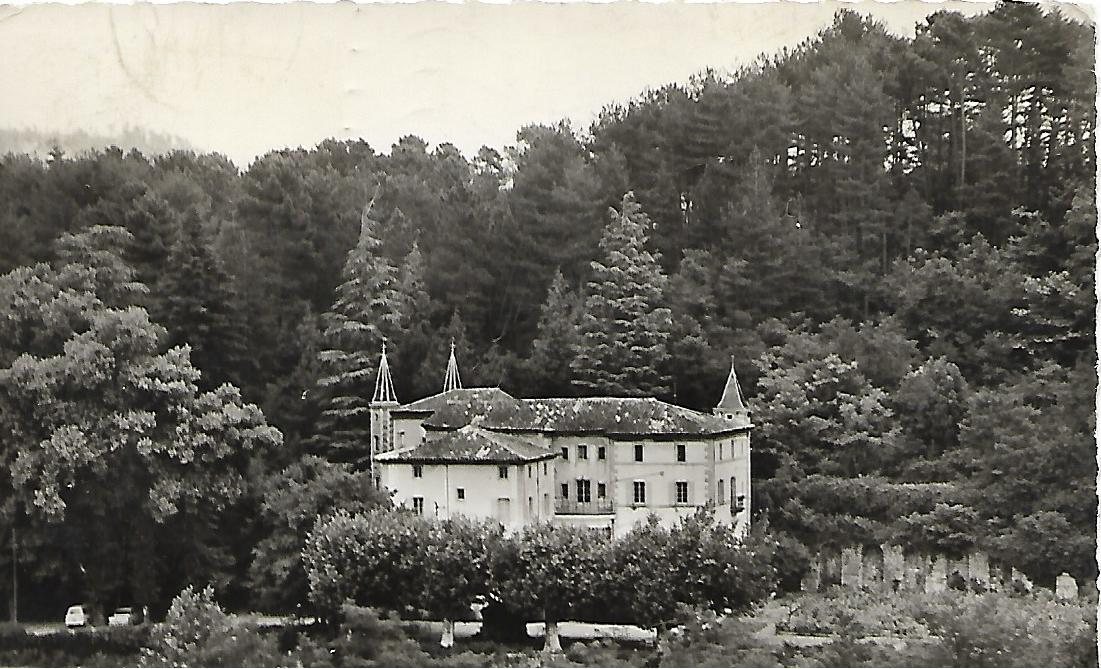
Chateau du Scipionnet

- De la centralisation et de ses effets, 1861
- De l'organisation judiciaire en France, 1872
- Mémoires posthumes, précédés d'un avant-propos de Duvergier de Hauranne, Paris, Charpentier, 1875-1876, 4 vol. in-8.

## Jugements
« Le plus solennel des indécis, le plus méditatif des irréfléchis, le plus heureux des ambitieux, le plus austère des courtisans de la foule » (Paul Thureau-Dangin)

## Le prix Odilon-Barrot
Un prix Odilon-Barrot est décerné tous les trois ans par l'Académie des sciences morales et politiques (section Législation, droit public et jurisprudence). Ce prix revient au meilleur ouvrage sur le jury et sur la procédure, tant civile que criminelle, et au travail le plus libéral et le plus pratique sur l'émancipation de nos administrations municipales et départementales et sur une vraie décentralisation. La section peut également mettre au concours d'autres questions de droit.

## Bibliographie

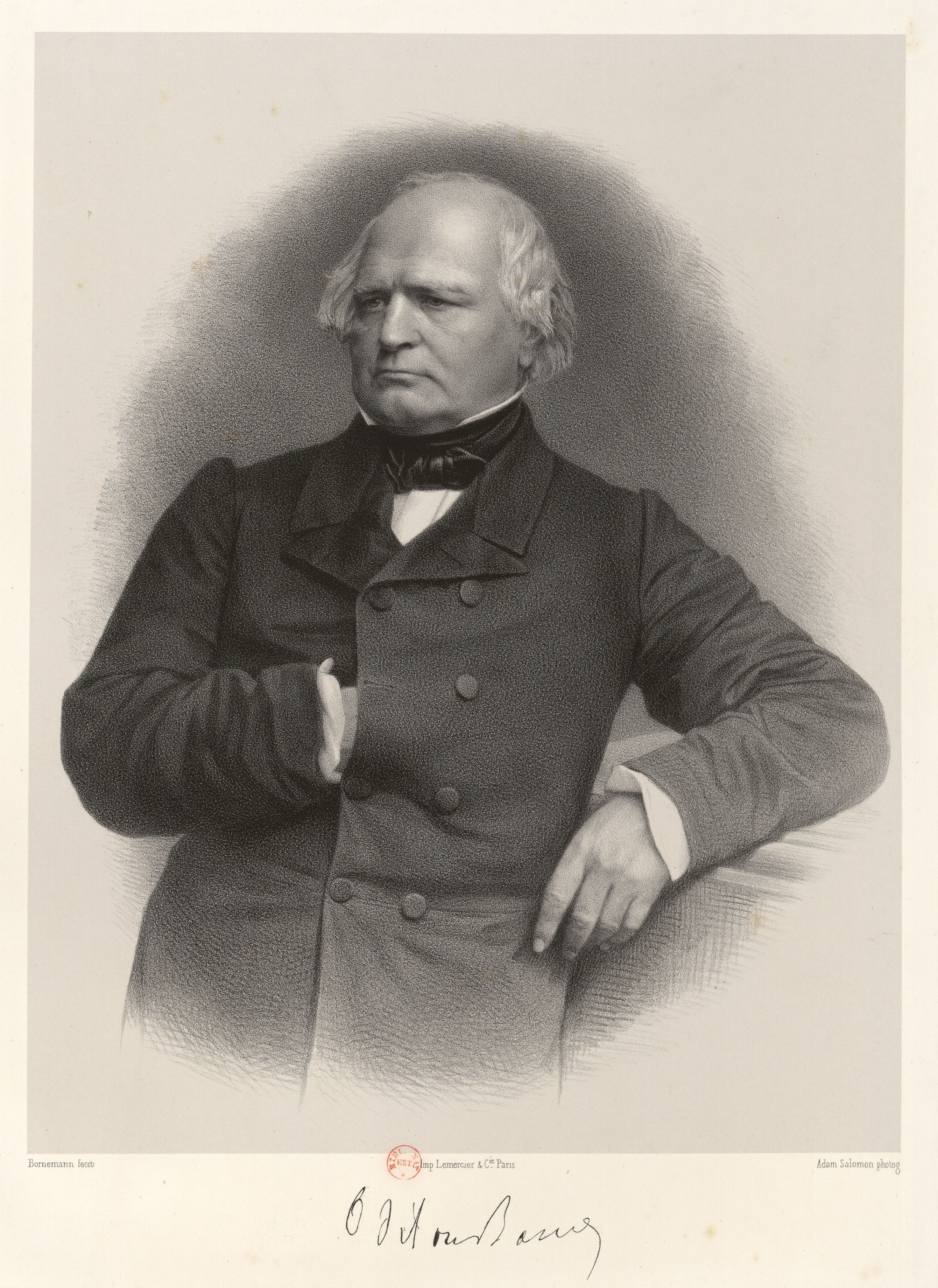
Odilon Barrot.

## Sources
- Les papiers personnels d'Odilon Barrot sont conservés aux Archives nationales sous la cote 271AP[9]

Cet article comprend des extraits du Dictionnaire Bouillet. Il est possible de supprimer cette indication, si le texte reflète le savoir actuel sur ce thème, si les sources sont citées, s'il satisfait aux exigences linguistiques actuelles et s'il ne contient pas de propos qui vont à l'encontre des règles de neutralité de Wikipédia.
- (en) Cet article est partiellement ou en totalité issu de l’article de Wikipédia en anglais intitulé « Odilon Barrot » (voir la liste des auteurs).
- Adolphe Robert et Gaston Cougny, Dictionnaire des Parlementaires français, Paris, Dourloton, 1889